# Chrysophyllum oliviforme
Chrysophyllum oliviforme là một loài thực vật có hoa trong họ Hồng xiêm. Loài này được L. mô tả khoa học đầu tiên năm 1759.

## Hình ảnh

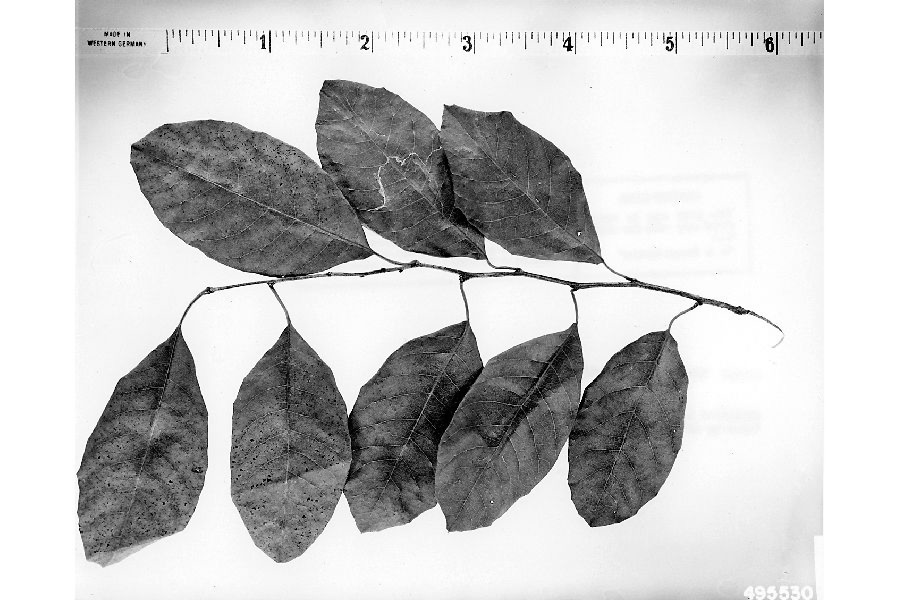
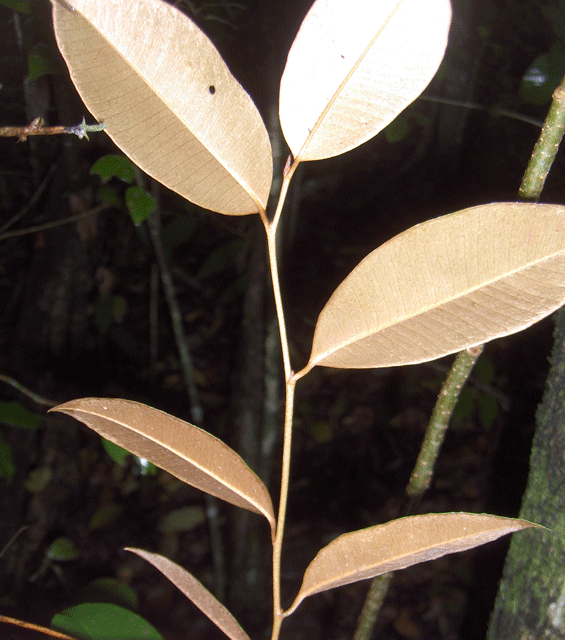
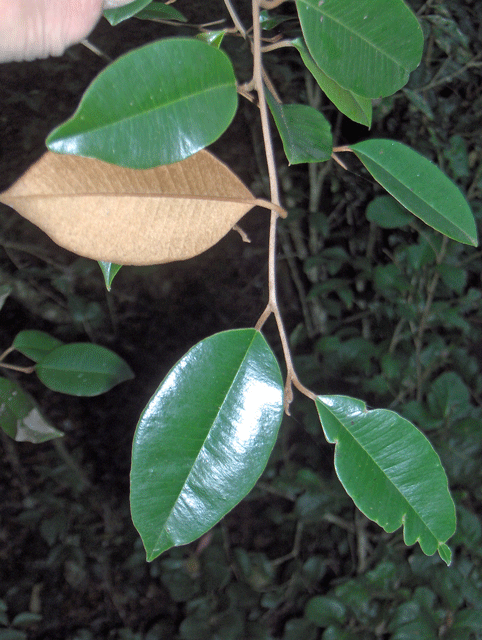
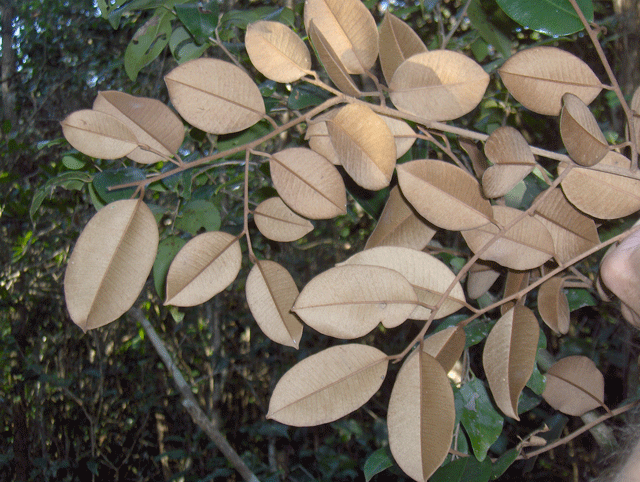